# George Mallory
George Herbert Leigh Mallory (18 tháng 6 năm 1886 – 8 hoặc 9 tháng 6 năm 1924) là một nhà leo núi người Anh người đã tham dự cả ba chuyến thám hiểm Everest đầu tiên vào đầu thập niên 1920.
Trong Đợt thám hiểm Everest năm 1924, Mallory và bạn leo núi Andrew "Sandy" Irvine biến mất ở rìa Tây Bắc trong đang chinh phục nóc nhà thế giới. Lần cuối hai người được nhìn thấy là khoảng 800 feet theo chiều đứng (245m) đến đỉnh.
Số phận của Mallory là một bí ẩn trong 75 năm, cho đến khi thi thể của ông được tìm thấy vào ngày 1 tháng 5 năm 1999 bởi một cuộc thám hiểm tìm kiếm thi thể của hai nhà leo núi. Mallory và Irvine đã tới đỉnh Everest hay chưa trước khi qua đời vẫn là bí ẩn.

## Sách tiểu sử
- Mallory, George Leigh (tháng 2 năm 1922). "Mount Everest: The Reconnaissance" . The Geographical Journal. Quyển 59 số 2. The Royal Geographical Society (with the Institute of British Geographers). tr. 100–109.
- Mallory, George Leigh (tháng 12 năm 1922). "The First High Climb" . The Geographical Journal. Quyển 60 số 6. The Royal Geographical Society (with the Institute of British Geographers). tr. 400–412.
- Mallory, George Leigh (1922). "The Reconnaissance of the Mountain". Trong Howard-Bury, Charles Kenneth (biên tập). Mount Everest the Reconnaissance, 1921. Longmans, Green and Co.; Edward Arnold & Co. tr. 183–280.